# Graham Coughtry
Graham Coughtry, de son nom complet John Graham Coughtry, (né le 8 juin 1931 à Saint-Lambert et mort le 13 janvier 1999 à Toronto) est un peintre contemporain canadien.

## Biographie
Né à Saint-Lambert en 1931, Graham Coughtry a commencé ses études en art chez les cours jeunesse d'Arthur Lismer au Musée des beaux-arts de Montréal avant de poursuivre vers l'école d'art et de dessin du musée avec Jacques de Tonnancour et Goodridge Roberts. Il a étudié de 1949 à 1953 au Ontario College of Art & Design (aujourd'hui l'Université de l'École d'art et de design de l'Ontario). Sa première exposition a eu lieu en 1955 au Hart House (en) de l'Université de Toronto, exposition qu'il a effectué avec un autre collègue, Michael Snow. Une année plus tard, en 1956, il réalise pour la première fois une exposition solo, qui prend place à la Greenwich Art Gallery (la Isaacs Gallery depuis 1959) d'Avrom Isaacs. En compagnie de Snow, Joyce Wieland, Dennis Burton, Gordon Rayner et John Meredith entre autres, il fonde la Isaac Group, club d'artistes partageant un intérêt marqué pour le dadaïsme et le Jazz. Sa passion pour ce dernier style musical va aussi l'amener à devenir membre en 1962 de l'Artists' Jazz Band. Ses œuvres mélangent souvent des teints riches à des surfaces avec de grands empâtements, œuvres ne représentant la plupart du temps que des figures humaines abstraites. Il a aussi pris beaucoup d'inspiration chez des artistes tels que Pierre Bonnard et Alberto Giacometti. Il influence beaucoup l'art ontarien de par sa participation dans plusieurs milieux et en tant qu'enseignant à l'Université de l'École d'art et de design de l'Ontario, à la New School of Art de London et à l'Université York.

## Distinctions
- 1958 : Prix Jessie Dow de la meilleure peinture à l'huile pour l'œuvre Afternoon Interior lors du 75e Salon du Printemps du Musée des beaux-arts de Montréal[4]

## Œuvres
Liste non exhaustive de ses peintures :
- Emerging Figure, huile sur toile, 1959, Musée des beaux-arts de Montréal ;
- Reclining Figure Moving, #10, huile sur toile, 182,9 × 152,4 cm, 1980, Collection privée[1].